# Taylor Swift (албум)
Taylor Swift е дебютният албум на американската певица Тейлър Суифт, който носи нейното име. Албумът е издаден от Big Machine Records на 24 октомври 2006.
Албумът получава положителни отзиви от критиците и печели комерсиален успех. Първата седмица от него са продадени повече от 61 000 копия. Taylor Swift достига до №1 в класацията Billboard Top Country Albums и №5 в Билборд 200.
Албумът е в стил кънтри, а песните са с романтична тематика.

## Списък с песните

### Стандартно издание
1. „Tim McGraw“ – 3:54
2. „Picture to Burn“ – 2:55
3. „Teardrops on My Guitar“ – 3:35
4. „A Place in This World“ – 3:22
5. „Cold as You“ – 4:01
6. „The Outside“ – 3:29
7. „Tied Together with a Smile“ – 4:11
8. „Stay Beautiful“ – 3:58
9. „Should've Said No“ – 4:04
10. „Mary's Song (Oh My My My)“ – 3:35
11. „Our Song“ – 3:24

### Best Buy издание
1. „I Heart ?“ – 3:15

### Подобрено издание (бонус видеоклипове)
1. „Tim McGraw“ – 4:00
2. „Дебютът на Тейлър в Grand Ole Opry“ – 2:56

### Делукс издание
1. „I'm Only Me When I'm with You“ – 3:35
2. „Invisible“ – 3:26
3. „A Perfectly Good Heart“ – 3:42
4. „Първият разговор на Тейлър Суифт с Тим Макгроу“ – 4:44

### Интернационално издание
1. „I'm Only Me When I'm with You“ – 3:35
2. „Invisible“ – 3:26
3. „A Perfectly Good Heart“ – 3:42
4. „Teardrops on My Guitar“ (поп версия)	– 2:58

### Интернационално издание (DVD)
1. „Tim McGraw“ (видеоклип) – 4:00
2. „Tim McGraw“ (на живо от Grand Ole Opry)	– 2:56
3. „Tim McGraw“ (на живо от Yahoo! Music) – 4:05
4. „Teardrops on My Guitar“ (видеоклип) – 3:45
5. „Teardrops on My Guitar“ (зад кадър) – 4:16
6. „Our Song“ (видеоклип) – 3:30
7. „Our Song“ (зад кадър) – 11:30
8. „A Place in This World“ (GAC Short Cut серия) – 21:48
9. „Picture to Burn“ (CMT's изключен от 330 sessions видео изпълнение)	– 3:14
10. „Домашният филм на Тейлър“ – 5:40

### Target делукс издание (DVD)
1. „Представянето на Тейлър от Tim McGraw and Faith Hill Tour 2007“ – 10:12

### 2008 подобрено издание (бонус тракове и видеоклипове)
1. „Teardrops on My Guitar“ (поп версия) – 2:58
2. „Tim McGraw“ – 4:00
3. „Teardrops on My Guitar“ – 3:45